# Пси Скорпиона
Пси Скорпиона (ψ Sco, ψ Scorpii) — звезда в южном зодиакальном созвездии Скорпиона. Обладает видимой звёздной величиной 4,96 и доступна для наблюдения невооружённым глазом. Измерения параллакса привели к оценке расстояния от Солнца до звезды 160 световых лет. По данным, полученным спутником Hipparcos, звезда является астрометрической двойной, но о звезде-компаньоне пока нет дополнительной информации.
Пси Скорпиона является белой звездой главной последовательности спектрального класса A: A3 IV. Масса звезды вдвое превышает солнечную, радиус превышает радиус Солнца в 2,2 раза, светимость равна 18,6 светимости Солнца.
Эффективная температура внешней атмосферы звезды составляет 8846 K. Возраст Пси Скорпиона оценивается в 451 млн лет, проективная скорость вращения составляет 42,3 км/с.